# تو (مجموعه تلویزیونی)
تو (انگلیسی: You) یک مجموعهٔ تلویزیونی آمریکایی در ژانر دلهره‌آور روان‌شناختی است که توسط گرگ برلانتی و سرا گمبل ساخته شده‌است. تهیه‌کنندگی این مجموعه نیز بر عهدهٔ استودیوهای تلویزیون برادران وارنر است. فصل نخست این مجموعه اقتباسی است از کتاب تو اثر کارولین کپ‌نس، فصل دوم نیز با الهام از ادامه رمان کپ‌نس تحت عنوان اجساد پنهان ساخته شده‌است. فصل نخست سریال در سال ۲۰۱۸ از شبکهٔ لایف‌تایم پخش گردید و فصل دوم آن نیز در سال ۲۰۱۹ از طریق نتفلیکس منتشر شد. در ژانویه ۲۰۲۰، سریال توسط نتفلیکس برای فصل سوم تمدید شد که از اکتبر ۲۰۲۱ به تعداد ۱۰ قسمت منتشر گردید. همچنین فصل چهارم سریال در دو بخش ۱ (۹ فوریه ۲۰۲۳) و بخش ۲ (۲۲ مارس ۲۰۲۳) از نتفلیکس پخش شد.

## داستان
فصل اول
دربارهٔ مدیر باهوش یک کتاب فروشی به نام جو گلدبرگ است. جو به یک زن نویسنده علاقه‌مند می‌شود و از تمام امکانات شبکه‌های اجتماعی و اینترنت برای رسیدن به او استفاده می‌کند. حتی به قیمت از بین بردن افرادی که مانع راه او شوند.
فصل دوم
جو گلدبرگ از نیویورک به لس‌آنجلس می‌رود تا از گذشته‌اش بگریزد و با هویتی جدید شروع به کار کند. جو در لس‌آنجلس با لاو کوئین آشنا می‌شود که یک آشپز مشتاق و علاقه‌مند است که در لس آنجلس به‌عنوان یک مدیر تولید در یک فروشگاه مواد غذایی کار می‌کند. او علاقه‌ای به شبکه‌های اجتماعی و زندگی آنلاین ندارد و در واقع یک غم و اندوه عمیق را با خود حمل می‌کند. زمانی که او با جو ملاقات می‌کند، احساس مشترک و عمیقی از فقدان را دریافت می‌کند، اما از گذشته تاریک و پر از دردسر جو خبر ندارد.
فصل سوم
جو و لاو ازدواج کرده و پسر تازه متولد شده خود، هنری را در حومه شهر کالیفرنیا بزرگ می‌کنند. از آنجایی که رابطه آن‌ها وارد فاز جدیدی می‌شود، جو به تکرار چرخه وسواس گونه‌اش با علاقه فزاینده خود به ناتالی، همسایه خود ادامه می‌دهد. این بار، لاو شرایط را جوری رقم می‌زند تا اطمینان حاصل کند که رؤیای او برای داشتن یک خانواده عالی به این راحتی‌ها توسط اقدامات وسواس گونه جو از بین نخواهد رفت.
فصل چهارم
جو با هویت "جاناتان مور" به عنوان استاد دانشگاه در لندن مشغول زندگی است. او در حال لذت بردن از تنهایی‌اش است که زندگی‌‌اش با ورود گروهی از نخبه‌های پولدار لندن مختل می‌شود؛ زمانی که فردی ناشناس تک‌تک افراد این گروه را به قتل رسانده و جو را تهدید می‌کند که در صورت همکاری نکردن هویت واقعی او را برای همه فاش می‌کند. جو بار دیگر مجبور به استفاده از مهارت‌های قدیمی‌اش می‌شود در حالی که تلاش می‌کند هویت واقعی خود را از گروه مخفی نگه داشته و قاتل را بیابد.

## بازیگران و نقش‌ها
| بازیگر         | نقش                 |
| -------------- | ------------------- |
| پن بدجلی       | جو گلدبرگ           |
| الیزابت لیل    | گوئِنویر بِک          |
| ویکتوریا پدرتی | لاو کوئین           |
| امبر چایلدرز   | کندیس استون         |
| شای میتچل      | پیچ سلینجر دوست بک  |
| جنا اورتگا     | الی آلوز            |
| جان استیموس    | دکتر نیکی           |
| کارملا زومبادو | دلایلا آلوز         |
| جیمز اسکالی    | فورتی کوئین         |
| لوکا پادوان    | پاکو، پسر همسایه جو |
| کریس د لیا     | هندرسن              |
| زک چری         | ایتن                |
| نیکول کنگ      | لین                 |
| دنیل کاسگروو   | رون                 |
| کسرین گلگر     | آنیکا               |
| مگدا اپه‌نوویچ  | سندی                |

## قسمت‌ها
| فصل | قسمت‌ها | قسمت‌ها | تاریخ اصلی پخش | تاریخ اصلی پخش | تاریخ اصلی پخش |
| فصل | قسمت‌ها | قسمت‌ها | اولین بار      | آخرین بار      | شبکه           |
| --- | ------ | ------ | -------------- | -------------- | -------------- |
| ۱   | ۱۰     | ۱۰     | ۹ سپتامبر ۲۰۱۸ | ۱۱ نوامبر ۲۰۱۸ | لایف‌تایم       |
| ۲   | ۱۰     | ۱۰     | ۲۶ دسامبر ۲۰۱۹ | ۲۶ دسامبر ۲۰۱۹ | نتفلیکس        |
| ۳   | ۱۰     | ۱۰     | ۱۵ اکتبر ۲۰۲۱  | ۱۵ اکتبر ۲۰۲۱  | نتفلیکس        |
| ۴   | ۱۰     | ۵      | ۹ فوریه ۲۰۲۳   | ۹ فوریه ۲۰۲۳   | نتفلیکس        |
| ۴   | ۱۰     | ۵      | ۹ مارس ۲۰۲۳    | ۹ مارس ۲۰۲۳    | نتفلیکس        |